# Quartier Sully
Pour les articles homonymes, voir Sully.
Pour un article plus général, voir Nogent-le-Rotrou.
Le quartier Sully, ou caserne Sully, est une enceinte militaire construite en 1875, sur le territoire de la commune de Nogent-le-Rotrou, dans le département français d'Eure-et-Loir. Depuis 1981, la caserne Sully est occupée par les militaires de l'Unité d'instruction et d'intervention de la sécurité civile n°1 (UIISC1).

## Avant laSeconde Guerre mondiale
À la suite de la guerre de 1870, une série de lois réorganise l’armée française. 18 régions militaires sont créées sur le territoire national métropolitain correspondant à 18 corps d’armées et 8 régiments d’infanterie chacun. De nombreuses casernes sont alors construites en France. A Laval, le général commandant la brigade fait construire la caserne de Nogent-le-Rotrou. En 1876, date d’ouverture officielle du casernement, c’est le 103e Régiment d'Infanterie qui s’y installe. Jusqu’en 1914, séjourneront dans la caserne Sully des bataillons du 103e RI de Laval, du 115e RI de Mamers, et plus rarement, des bataillons du 102e RI de Chartres. Pendant la Première Guerre mondiale, le quartier Sully hébergera dans un premier temps un hôpital temporaire, vite remplacé au début de 1915 par le dépôt des 25e, 65e et 106e bataillons de chasseurs à pied. Après la guerre, un bataillon du 102e RI se forme mais n'y reste pas.
En mai 1920, un centre radio du 8e Régiment du Génie s’y installe, dont le poste récepteur sert de relais à la tour Eiffel pour « alimenter » l’Ouest de la France. Nogent-le-Rotrou devient à cette époque le berceau des transmissions. De 1930 à 1939, le centre Mobilisateur 49 prend possession du quartier. Puis, de 1940 à 1944, les allemands occupent à leur tour la caserne Sully durant la Seconde Guerre mondiale. Le 11 août 1944, la caserne est à nouveau vide. Les résistants de Nogent-le-Rotrou s’y installent avant de rejoindre les fronts de l’Est de la France.

Cartes postales du quartier Sully
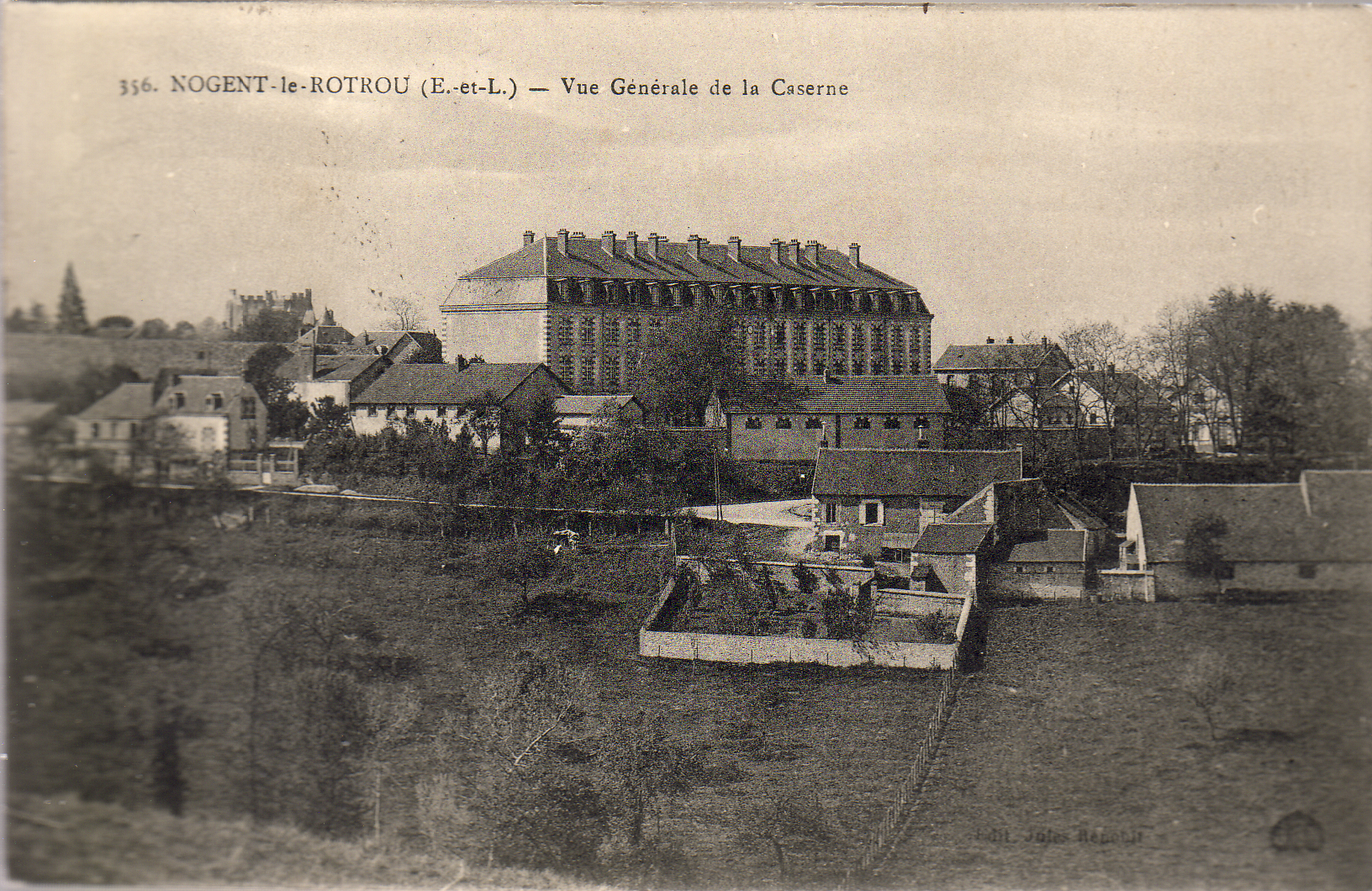
Caserne Sully, 1915.
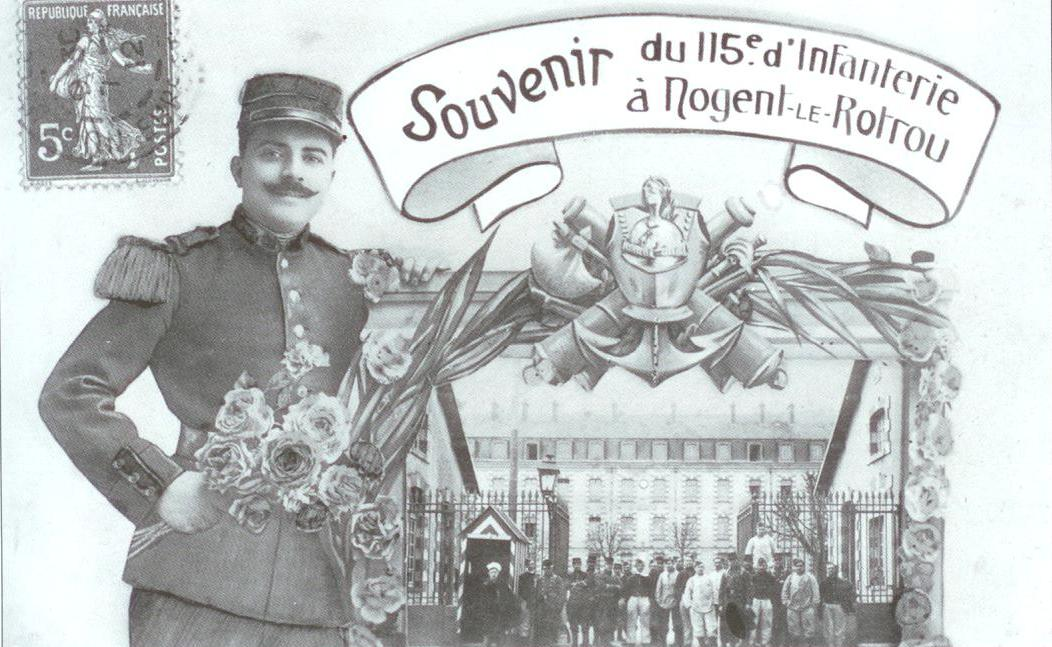
Carte postale "Souvenir du 115e".

## Après la Seconde Guerre mondiale

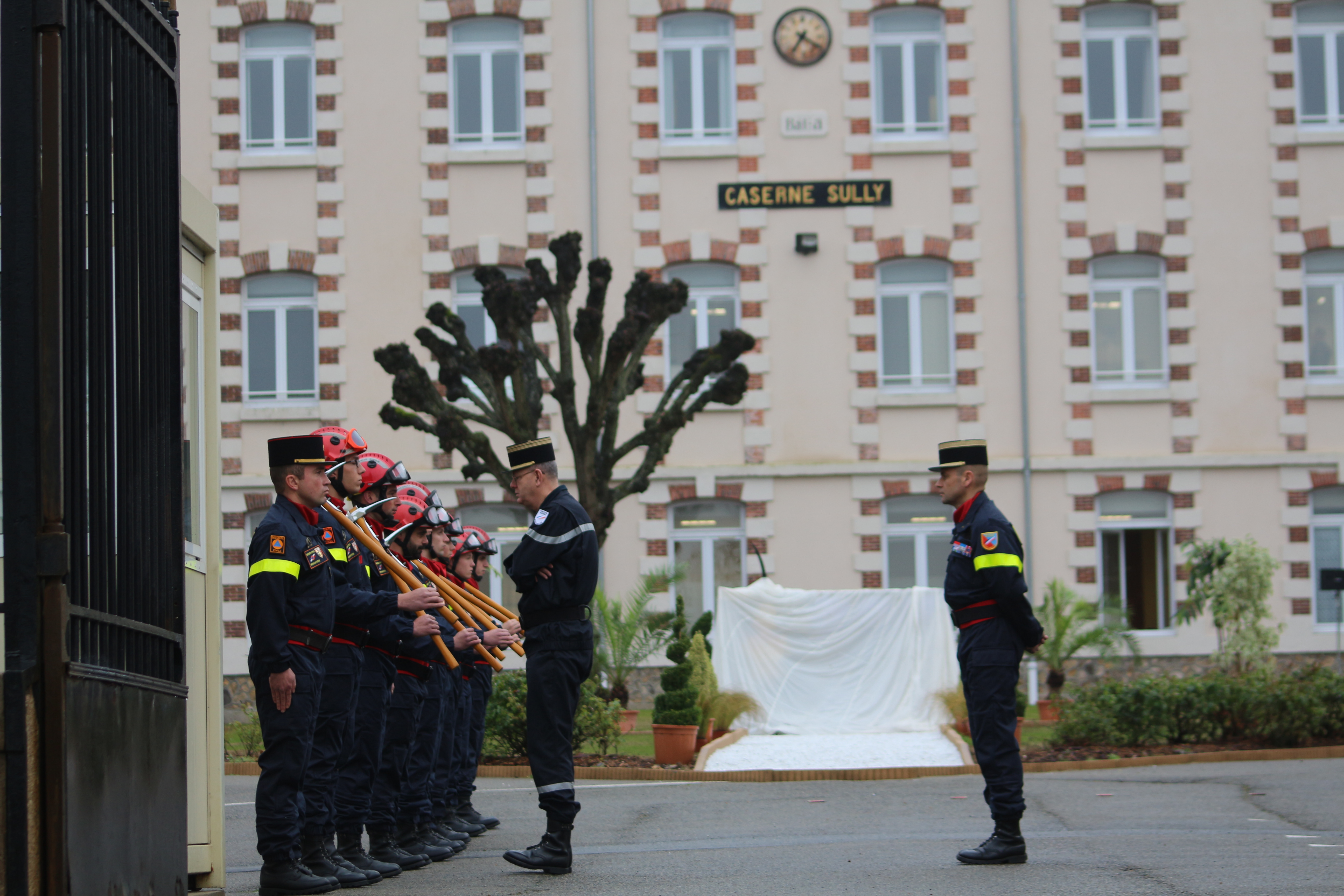
Piquet d'honneur - UIISC1, 2017.

C’est en 1948 que les transmetteurs réintègrent le casernement. Le 2e Bataillon de Transmissions Coloniales. Quatorze ans plus tard, ils quittent définitivement le quartier, cédant la place au CM 28 crée le 1er décembre 1961. Pendant 19 ans, le CM 28 occupera le quartier. Le 30 juin 1980, le CM 28 ferme ses portes.
Le 1er janvier 1981, l'unité d'instruction et d'intervention de la sécurité civile n°1, créée, au sein de la Brigade des Sapeurs Pompiers de Paris par un décret du 15 mars 1978, réactive le quartier.
Le 24 mars 1988, un décret interministériel réorganise le commandement des formations militaires de la Sécurité Civile, et coupe le cordon ombilical reliant la BSPP à l’UISC1.
Cette dernière ajoute un « I » à son nom et devient : Unité d’Instruction et d’Intervention de la Sécurité Civile n°1, également connue sous le nom de 1er RIISC (1er régiment d'Instruction et d'Intervention de la Sécurité Civile). Forte de 560 militaires, l'action générale de l'UIISC1 est d'intervenir face aux risques majeurs de toute nature, pour protéger les populations, sauvegarder les biens et l'environnement (en temps de paix ou de guerre), tant en France qu'à l'étranger.